# جاناتان ایبل و گلن برگر
جاناتان روبرت آیبِل (به انگلیسی: Jonathan Robert Aibel) زاده ۶ اوت ۱۹۶۹ یک فیلمنامه‌نویس، نویسنده و تهیه‌کننده اهل ایالات متحده است و از کارهای او می‌توان به نویسندگی و فیلمنامه‌نویسی در مجموعه فیلم‌های سینمایی پاندای کونگ فوکار (قسمت ۱ و ۲ و ۳و ۴)، ترول‌ها (فیلم)، فیلم باب‌اسفنجی: اسفنج بیرون از آب و فیلم باب‌اسفنجی: اسفنج در حال فرار اشاره کرد.
گلن تاد برگر (به انگلیسی:Glenn Todd Berger) زاده ۲۶ آگوست ۱۹۶۹ نویسنده و فیلمنامه نویس آمریکایی است که با جاناتان ایبل فیلمنامه نویسی و نویسندگی مجموعه های پاندای کونگ فوکار،ترول ها،فیلم باب‌اسفنجی: اسفنج بیرون از آب و فیلم باب‌اسفنجی: اسفنج در حال فرار بر عهده دارد.